# 149157 Stephencarr
149157 Stephencarr è un asteroide della fascia principale. Scoperto nel 2002, presenta un'orbita caratterizzata da un semiasse maggiore pari a 3,1228684 au e da un'eccentricità di 0,1437432, inclinata di 4,11671° rispetto all'eclittica.